# Prasinocyma phyllosa
Prasinocyma phyllosa är en fjärilsart som beskrevs av Arnold Pagenstecher 1886. Prasinocyma phyllosa ingår i släktet Prasinocyma och familjen mätare. Inga underarter finns listade i Catalogue of Life.